# Natālija Kļimanova
Natālija Kļimanova (* 24. Januar 1975 in Riga, Lettische Sozialistische Sowjetrepublik) ist eine lettische Tischtennisspielerin.                                    

## Werdegang
Kļimanova ist Abwehrspielerin. 2003 nahm sie an ihrer ersten Weltmeisterschaft teil, wo sie jedoch in der Qualifikation scheiterte. 
Es folgten drei weitere WM-Teilnahmen, nämlich 2010, 2016 und 2019. In der Saison 2019/20 und 2021/22 spielte sie in Deutschland für den TTK Großburgwedel.

## Turnierergebnisse
| Verband | Veranstaltung     | Jahr | Ort          | Land | Einzel | Doppel | Mixed      | Team |
| ------- | ----------------- | ---- | ------------ | ---- | ------ | ------ | ---------- | ---- |
| LAT     | Weltmeisterschaft | 2019 | Budapest     | HUN  | Qual.  |        | letzte 128 |      |
| LAT     | Weltmeisterschaft | 2016 | Kuala Lumpur | MAS  |        |        |            | 65   |
| LAT     | Weltmeisterschaft | 2010 | Moskau       | RUS  |        |        |            | 62   |
| LAT     | Weltmeisterschaft | 2003 | Paris        | FRA  | Qual.  |        |            |      |